# François Suchanecki
François Suchanecki (23 dicembre 1949) è un ex schermidore svizzero, vincitore di una medaglia d'argento ed una di bronzo nella scherma ai giochi olimpici.